# Bayur Tengah
Bayur Tengah is een bestuurslaag in het regentschap Ogan Komering Ulu Selatan van de provincie Zuid-Sumatra, Indonesië. Bayur Tengah telt 817 inwoners (volkstelling 2010).